# 米尔豪森
图林根州米尔豪森（德語：Mühlhausen/Thüringen），通称米尔豪森（德語：Mühlhausen，發音：[myːlˈhaʊzn̩] ⓘ），是德国图林根州温斯特鲁特-海尼希县的城市，也是温斯特鲁特-海尼希县的县治，面积150.53平方千米，2023年12月31日人口为36,641人。1525年，德国宗教改革领袖托马斯·闵采尔在此被处决。

## 历史
2019年1月1日，市镇魏恩贝根并入米尔豪森。2023年1月1日，市镇安罗德解散，其市辖区霍伦巴赫并入米尔豪森。2024年1月1日，市镇罗德贝格解散，其市辖区艾根里登并入米尔豪森。

## 友好城市
米尔豪森与以下城市结为友好城市：
- 法國 图尔宽
- 德国 埃施韦格
- 德国 明斯特
- 俄羅斯 喀琅施塔得
- 美国 萨克森堡（英语：Saxonburg, Pennsylvania）